# Can Gordi
Can Gordi és una masia de Palau-solità i Plegamans (Vallès Occidental), catalogada com a bé cultural d'interès local.

## Història
La part més antiga de la masia correspon possiblement als segles xvi-xvii. A l'interior hi ha una columna que té gravada la data 1594, i a fora, una pedra corresponent a una ampliació amb la data 1629.
A mitjan segle xix, quan s'extingí la família que li donava nom), fou venuda en dos ocasions; la darrera, al Patronat de Llibertats, dirigit per mossèn Josep Pedragrosa, cap a l'any 1912. L'administració, en els seus inicis, corresponia al rector de Plegamans, mossèn Jaume Vendrell, després s'encarregà un director tècnic, Àngel Grau. Cap a l'any 1920, administrava la finca Ramon Albó, que la destinà a la Protecció de la Infància, i començà a denominar-se La Granja. Actualment es troba sota la Protecció del Menor de la Conselleria de Justícia de la Generalitat de Catalunya i és el centre educatiu Els Castanyers.
L'edifici del paller sembla que fou refet el 1856, data que figura gravada a la façana principal sobre la ceràmica al·lusiva a Sant Antoni Abad.

## Descripció
Consta de planta baixa, pis i golfes. El parament es presenta arrebossat, exceptuant els marcs de les obertures i un alt sòcol fet de pedra irregular. Al nivell de les golfes es succeeixen arcs de mig punt, de petites dimensions, creant una galeria. Remata la façana un ràfec en voladís força pronunciat.
A la façana principal conserva alguns elements de la masia original, com són: el portal d'entrada d'arc de mig punt adovellat, les finestres i balcons del primer pis amb emmarcaments de pedra treballada i guardapols motllurat. Les ampliacions amb galeries i porxades han estat conseqüència de la seva funció com a Patronat de les Llibertats.
El paller és un cos aïllat respecte de la masia. La fàbrica dels murs és de còdols amb una base de pedres més grans. A la façana principal, el mur és obert mitjançant dues arcades d'arc de mig punt de fàbrica de maó. La teulada, d'escassa inclinació, és a dues vessants, teules i ràfec inexistent. Carener perpendicular a la façana.